# Roderic Alfred Gregory
Roderic Alfred Gregory (29 décembre 1913 - 5 septembre 1990) est un physiologiste britannique.

## Biographie
Il est né en 1913 à Plaistow, Essex, le seul enfant d'Alfred Gregory et d'Alice Jane (née Greaves) Gregory. Son père est un ajusteur et tourneur qui, en 1913, est employé par Brunner and Mond (plus tard Imperial Chemical Industries) . À l'âge de 11 ans, il entre au lycée local, George Green's School .
Il suit ensuite une formation de physiologiste au département de physiologie de l'University College de Londres au début des années 1930, puis étudie la physiologie gastro-intestinale pour un doctorat à l'Université Northwestern de l'Illinois. Il se tourne vers la gastrine alors qu'il est professeur Holt de physiologie et chef de département à l'Université de Liverpool (nommé en 1948). Il "a apporté des contributions fondamentales à l'étude des hormones intestinales grâce à son isolement de la gastrine, l'hormone stimulant l'acide gastrique, à la caractérisation de son spectre d'action, à l'identification des relations structure-activité et à la découverte que la gastrine était produite en excès dans les tumeurs des patients. avec le syndrome de Zollinger-Ellison " ,,,,,,,,,. Une grande partie du travail sur la gastrine à Liverpool est avec sa collaboratrice de longue date Hilda Tracy dans le même département.
Il est élu membre de la Royal Society en 1965  et nommé CBE en 1971. Il remporte la médaille royale en 1978 .
Il épouse Alice Watts en 1939 .